# Robert Langlands
Pour les articles homonymes, voir Langlands.
Robert Langlands, né le 6 octobre 1936 en Colombie-Britannique au Canada, est un des mathématiciens majeurs du XXe siècle. Il introduit des idées nouvelles et profondes en théorie des nombres et en théorie des représentations.

## Biographie
Ayant grandi dans un petit village et s'ennuyant à l'école, Robert Langlands se destine initialement à une carrière de charpentier comme son père avant d'être convaincu par un enseignant de poursuivre à l'université. 
Robert Langlands soutient son doctorat à l'université Yale en 1960. Pendant les années 1960, il développe la théorie des séries d'Eisenstein introduite par Atle Selberg. N'ayant pas obtenu de poste permanent à l'université de Princeton malgré l'intérêt de ses travaux, il passe ensuite un an en Turquie. Dans un isolement relatif, il a plusieurs idées importantes.[réf. nécessaire] Ses travaux qui suivent ont un grand impact mathématique.
De 1967 à 1972, il travaille à l'Université Yale. Il reçoit le poste de professeur Herman Weyl à l'Institute for Advanced Study en 1972 et y devient professeur émérite en janvier 2007.

## Travaux
Il est l'auteur du programme de Langlands, un ensemble dense de conjectures profondes reliant la théorie des nombres et la théorie des représentations.
Langlands a compris que la théorie des formes automorphes fournit une généralisation de la théorie des corps de classes, sujet central de la théorie algébrique des nombres. À chaque représentation d'un groupe de Galois doit être associée une forme automorphe. Le développement logique de cette idée mène à la conjecture de fonctorialité, qui a modifié la nature même des questions centrales de la théorie des nombres.
Pour donner du corps à ces idées, Jacquet et Langlands développent l'idée des mathématiciens russes[Lesquels ?] selon laquelle la théorie des représentations est le cadre naturel pour la théorie des formes automorphes. En utilisant tous les outils disponibles, ils réussissent spectaculairement à donner une théorie complète des formes automorphes pour le groupe général linéaire GL(2) en établissant au passage quelques cas de fonctorialité.
Par la suite, Langlands et James Arthur développent la formule des traces de Selberg comme méthode d'attaque générale de la fonctorialité.
En 2010, la conjecture de fonctorialité est loin d'être démontrée, mais un cas particulier (la conjecture octaédrale de Emil Artin, démontrée par Langlands et Tunnell) est un des points de départ du travail de Andrew Wiles sur la conjecture de Taniyama-Shimura et le dernier théorème de Fermat.
Depuis les années 1980, il s'intéresse à la physique, notamment aux théories conformes des champs.

## Distinctions
Langlands reçoit le prix Jeffery-Williams en 1980. En 1996, il reçoit le prix Wolf et le prix Nemmers en mathématiques en 2006 pour son travail sur le programme de Langlands. En 2000, il reçoit la Grande médaille de l'Académie des Sciences de Paris. En 2018, il reçoit le prix Abel « pour son programme visionnaire qui relie la théorie des représentations et la théorie des nombres », présenté initialement dans une lettre à André Weil devenue célèbre.